# Луисвил (Илиноис)
Луисвил (енгл. Louisville) град је у америчкој савезној држави Илиноис.

## Демографија
По попису из 2010. године број становника је 1.139, што је 103 (-8,3%) становника мање него 2000. године.
| Група             | 2000.         | 2010.         |
| Белци             | 1.233 (99,3%) | 1.109 (97,4%) |
| Афроамериканци    | 2 (0,2%)      | 8 (0,7%)      |
| Азијати           | 1 (0,1%)      | 4 (0,4%)      |
| Хиспаноамериканци | 5 (0,4%)      | 8 (0,7%)      |
| Укупно            | 1.242         | 1.139         |